# Hylocarpa heterocarpa
Hylocarpa es un género monotípico de árboles perteneciente a la familia Humiriaceae. Su única especie, Hylocarpa heterocarpa (Ducke) Cuatrec., es originaria de Brasil.

## Taxonomía
Hylocarpa heterocarpa fue descrita por (Ducke) Cuatrec.  y publicado en Contributions from the United States National Herbarium 35(2): 85. 1961.
Sinonimia
- Sacoglottis heterocarpa Ducke[1]